# Turócjeszen
Turócjeszen (szlovákul Turčianske Jaseno) község Szlovákiában, a Zsolnai kerületben, a Turócszentmártoni járásban. 1971 (más forrás szerint 1974) óta Kisjeszen és Nagyjeszen közös közigazgatási egysége.

## Fekvése
A Turóci-medencében, Turócszentmártontól 8 km-re délkeletre, a Nagy-Fátra hegység 1381 m magas Lysec csúcsának lábánál fekszik, 452 m tengerszint feletti magasságban.

## Története
A falu a kisjeszeni Jeszenszky család és a nagyjeszeni Jeszenszky családok ősi fészke.
Kisjeszent, vagy másként Alsójeszent 1249-ben említik először, amikor IV. Béla király a birtokot szolgálataikért Tamásnak, Mártonnak és Bénynek adta. Nagyjeszent 1274-ben említik először, amikor Mady fiai Mihály, Péter és István kapták adományként.
A trianoni diktátumig mindkét település Turóc vármegye Turócszentmártoni járásához tartozott.
Kis- és Nagyjeszent 1974-ben egyesítették.

## Népessége
| Év:            | 1994. | 2004.   | 2014.   | 2024.    |
| -------------- | ----- | ------- | ------- | -------- |
| Emberek száma: | 346   | 354     | 365     | 478      |
| Eltérés:       |       | +2,31 % | +3,10 % | +30,95 % |

| Év:            | 2023. | 2024.   |
| -------------- | ----- | ------- |
| Emberek száma: | 470   | 478     |
| Eltérés:       |       | +1,70 % |

2001-ben 354 lakosából 349 fő szlovák volt.
2011-ben 362 lakosából 360 fő szlovák volt.
2021-ben 445 fő lakta.

## Nevezetességei
- A temetődombon található a 13. század végén épített, 14. századi freskókkal díszített kora gótikus Szent Margit-templom. Gótikus szárnyas oltára a 16. század elején készült. A reformáció térhódítása után a 16. század végétől evangélikus templomként működött, majd 1709 után visszakapták a katolikusok. Az evangélikus hívek a türelmi rendelet után Nagyjeszentől északkeletre új templomot építettek.
- Az 1783-ban még torony nélkül épített, klasszicista stílusú evangélikus templom. Tornyát 1908-ban építették.
- A főtéren áll a család talán leghíresebb tagjának, Jeszenszky János (Jan Jesenius vagy Jessenius) világhíres orvosprofesszor, tudós, filozófus és humanistának szobra, akit 1621-ben Prágában felségárulás címén kivégeztek (levágták a nyelvét, lefejezték, felnégyelték, és fejét 10 éven át tartották kitűzve a híd tornyán). A település iskolája ma az ő nevét viseli.
- A községházán található a Jeszenszky Emlékszoba, ahol a Jeszenszky család történetével ismerkedhetünk meg.
- 19. századi, fából készült parasztháza.

## Képgaléria

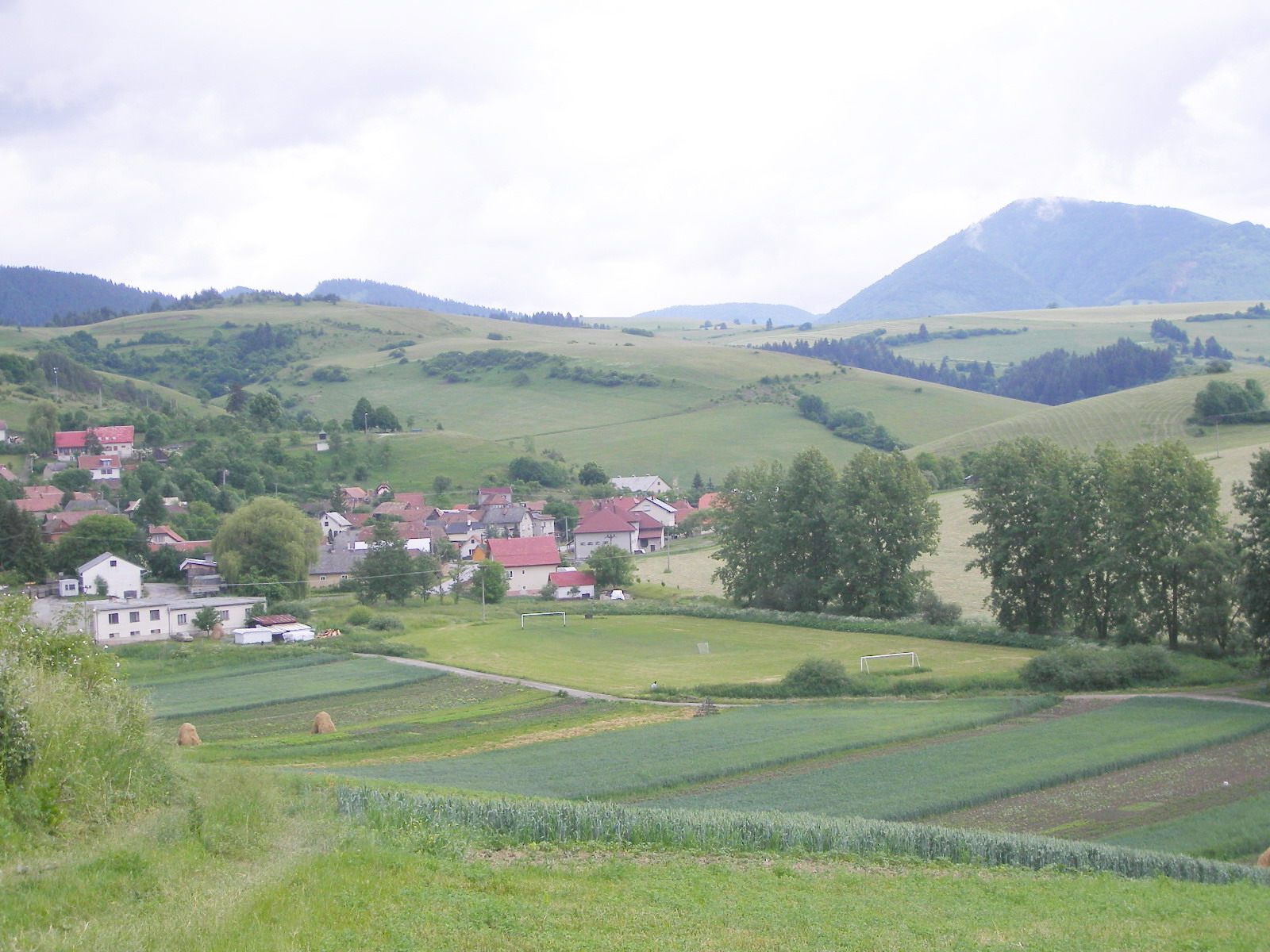
A falu látképe
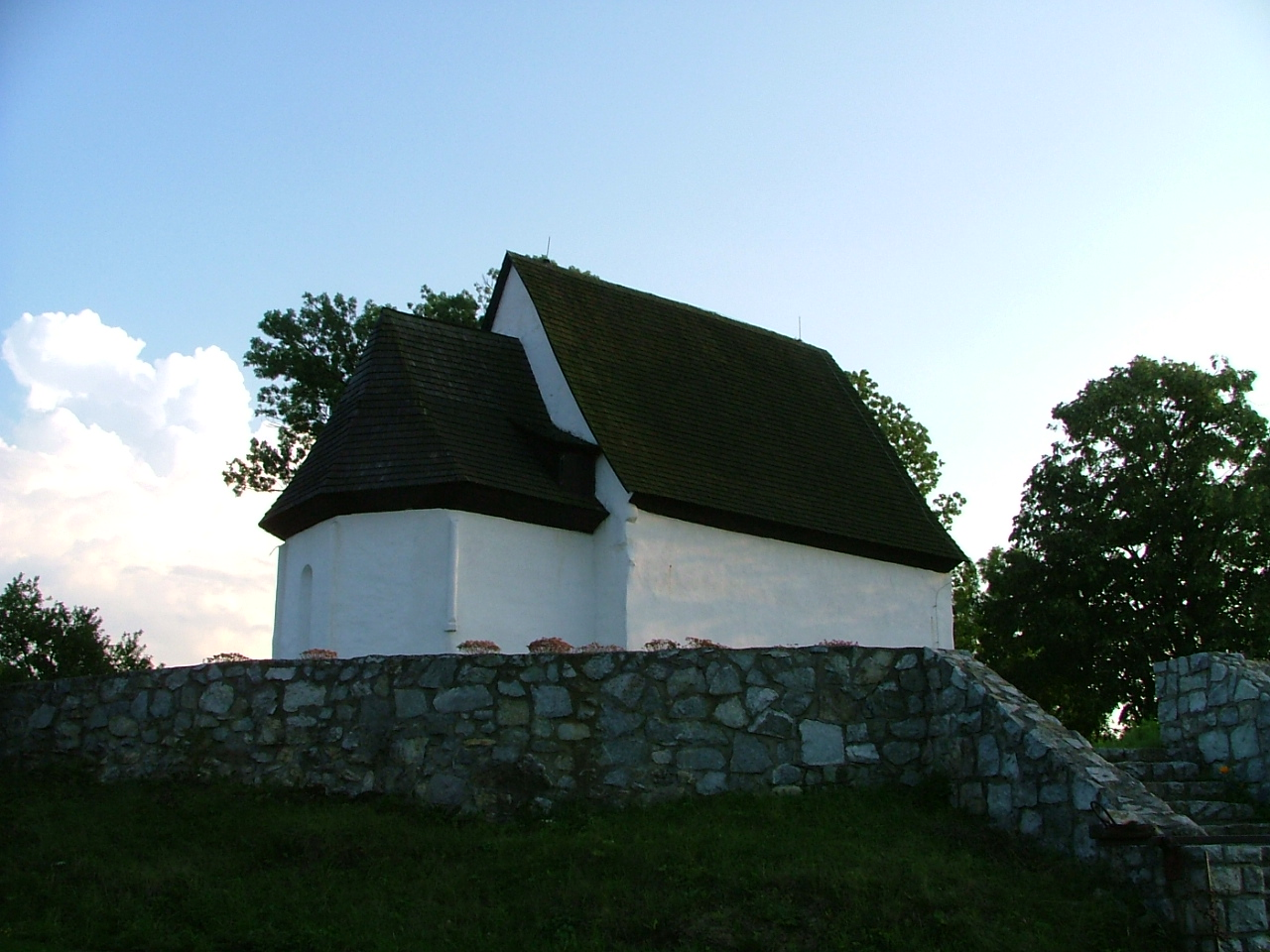
A 13. századi Szent Margit-templom Nagyjeszenben
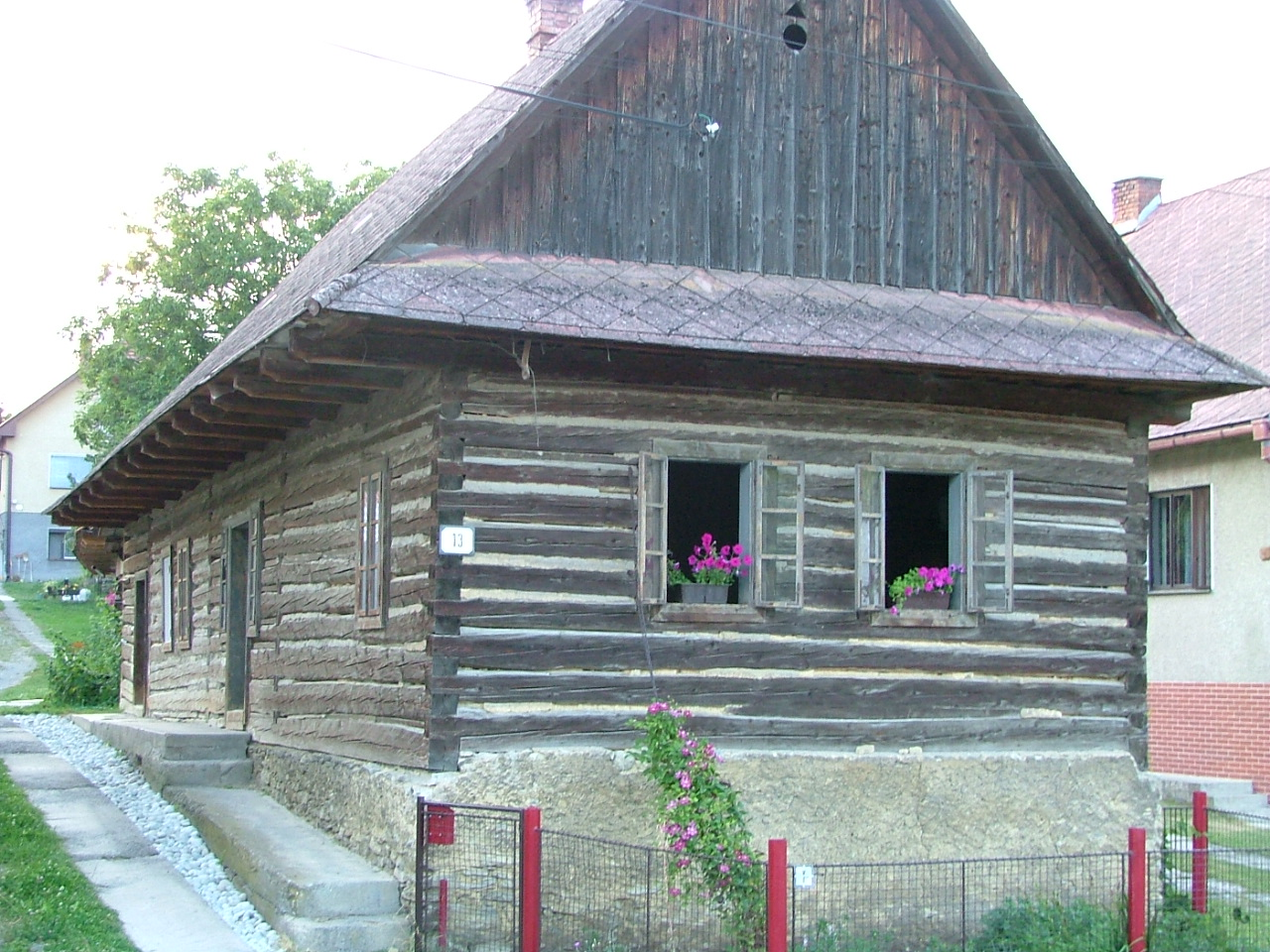
Jellegzetes régi parasztház Nagyjeszenben
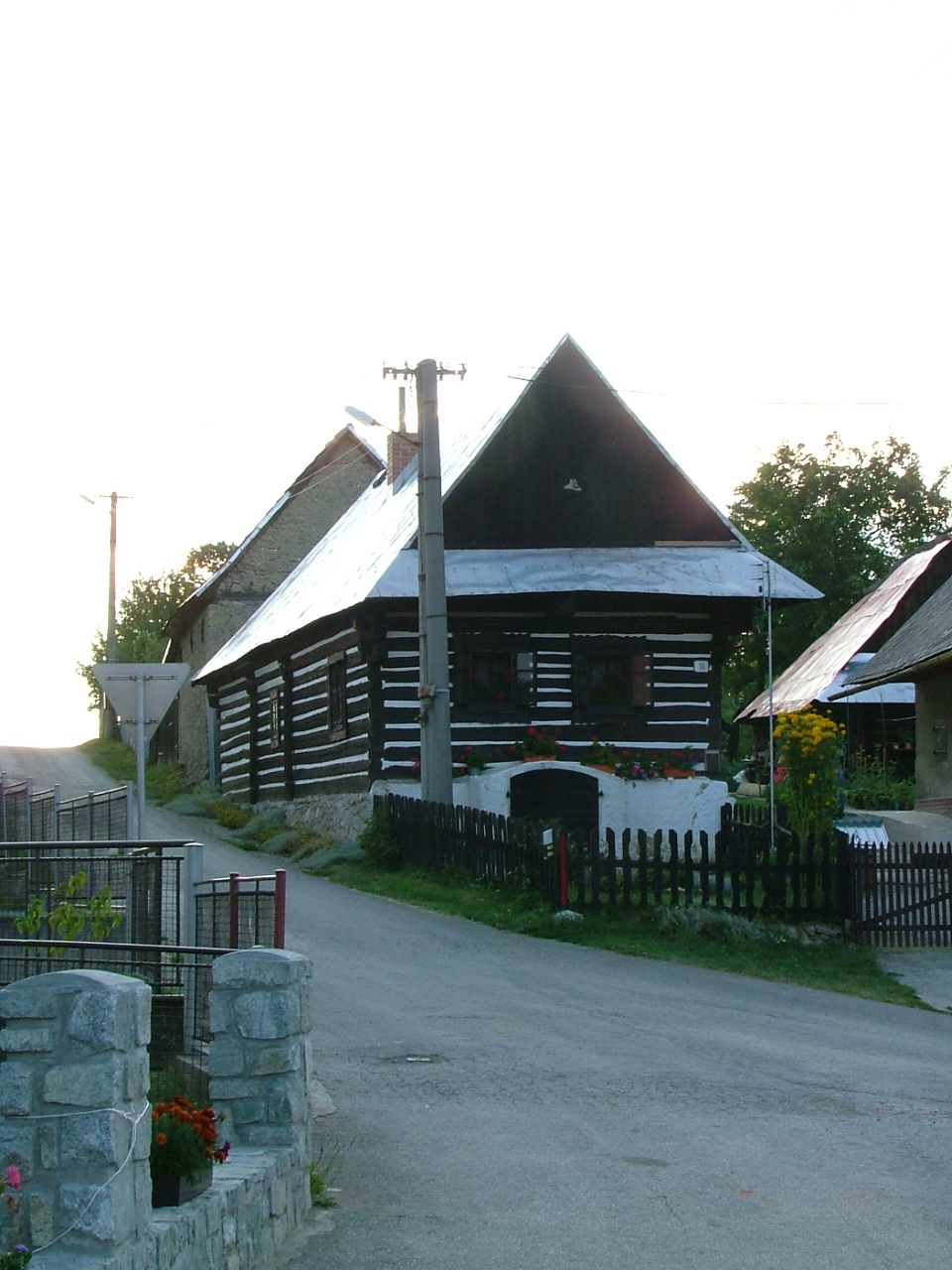
Jellegzetes régi parasztház Nagyjeszenben
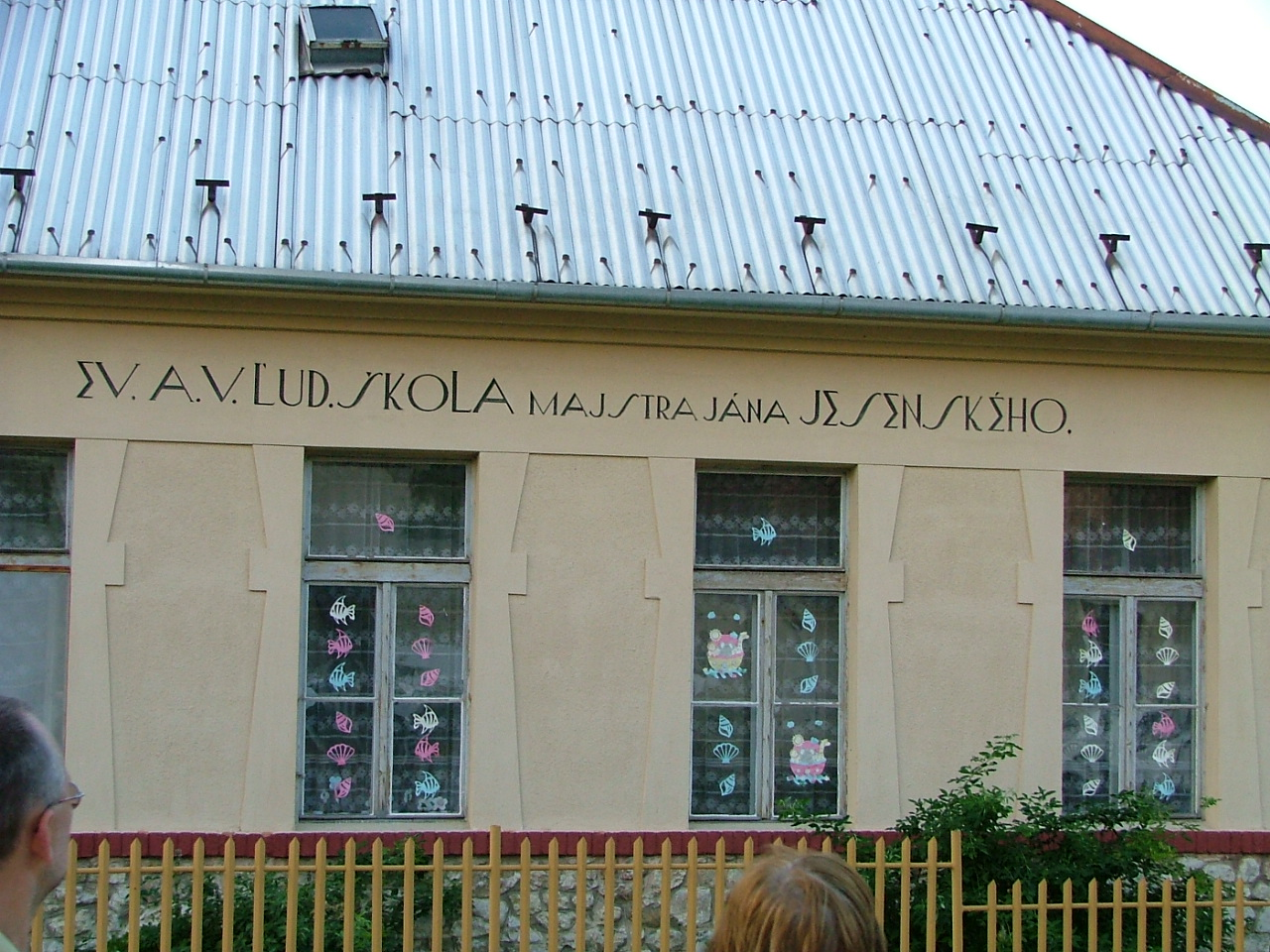
A Jeszenszky Jánosról elnevezett általános iskola épülete Nagyjeszenben
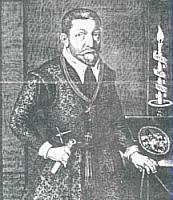
Jeszenszky János (Jan Jesenius) (1566-1621)
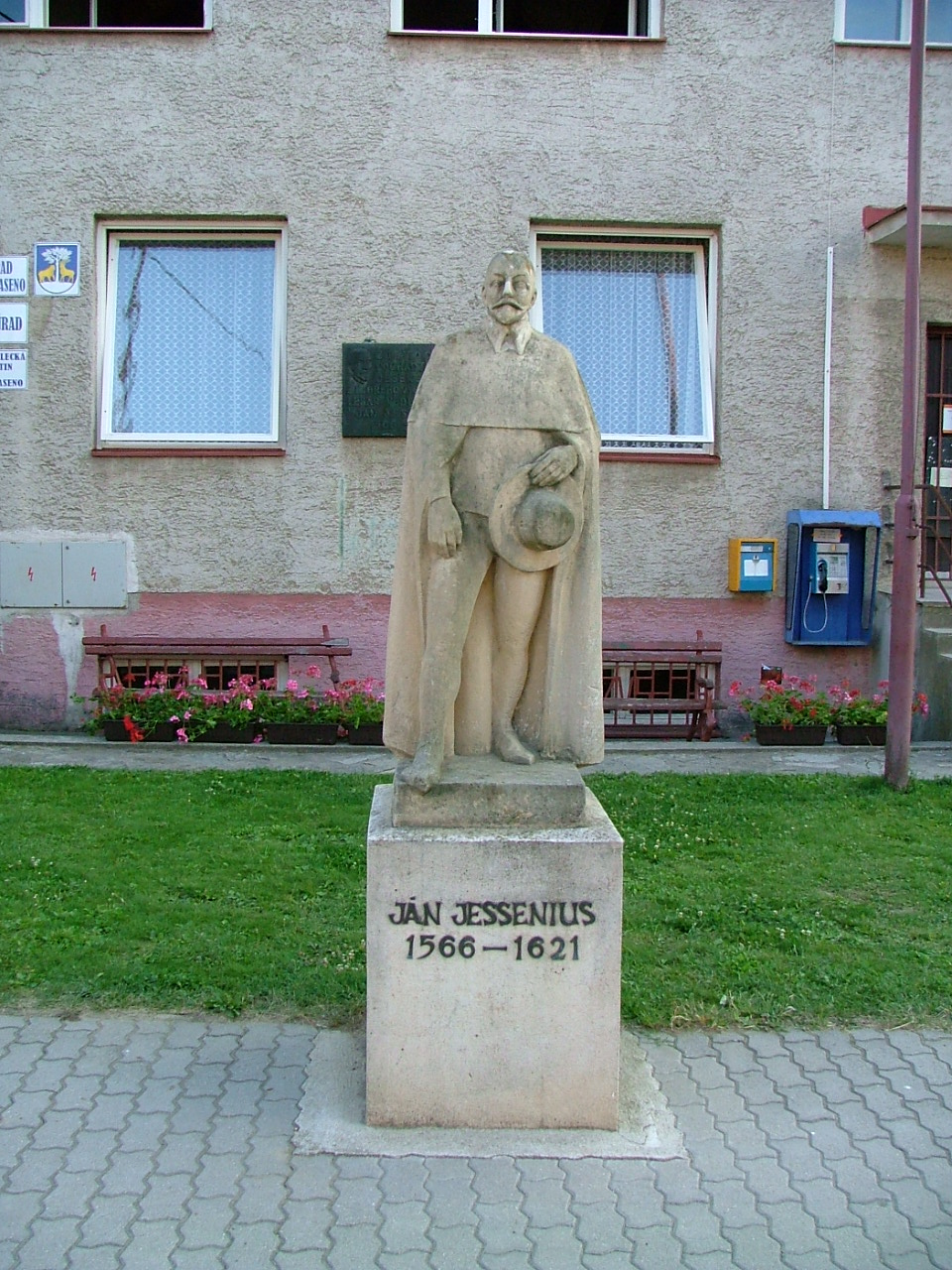
Jeszenszky János szobra Nagyjeszen főterén

## Külső hivatkozások
- Hivatalos honlap (szlovákul)
- A község a szlovák múzeumok honlapján
- Tourist-channel.sk
- A község a régió honlapján
- A község a szlovák múzeumok honlapján
- Községinfó
- Turócjeszen Szlovákia térképén
- A község a turóci régió információs portálján
- E-obce[halott link]

## Lásd még
- Kisjeszen
- Nagyjeszen